# Cyberball 2072
Cyberball 2072, chiamato Tournament Cyberball 2072 sul cabinato a 4 giocatori, è un videogioco arcade pubblicato nel 1989 dalla Atari Games, seguito di Cyberball, che rappresenta una versione del football americano giocata da robot. Nel 1991 uscì anche per la console portatile Atari Lynx, utilizzando il titolo Tournament Cyberball in copertina e Cyberball 2072 o Tournament Cyberball 2072 a video.
Emulazioni uscirono su Xbox Live Arcade o in raccolte come Midway Arcade Origins.
La versione arcade Tournament Cyberball 2072 è dotata di doppio schermo per quattro giocatori come Cyberball, mentre Cyberball 2072 è un tradizionale cabinato a schermo singolo e due giocatori.
L'aspetto del gioco durante l'azione resta molto simile a quello di Cyberball, ma ci sono diverse novità, come la possibilità di potenziare in vari modi i propri robot, molti più schemi tattici possibili, e una modalità sfida in cui si devono affrontare specifiche azioni predefinite.